# 酒佬日記
《酒佬日記》（英語：Sideways）是一齣2004年的美國電影。由Jim Taylor和阿歷山大·佩恩編劇，佩恩導演。劇本改編自Rex Pickett在2004年出版的同名小說。主要演員為保罗·吉馬蒂、托马斯·哈登·丘奇、薇吉妮亞·麥德森和吳珊卓。酒佬日記贏得了奧斯卡金像獎最佳改編劇本獎，並獲提名四個其他獎項。

## 劇情
麥斯（Miles Raymond ，保罗·吉馬蒂飾)是一個不成功的作家、酗酒的人和中學英文教師。他住在聖迭戈。他和他那個快要結婚的好朋友傑克（Jack Cole ，托马斯·哈登·丘奇飾)打算前往Santa Ynez谷暢遊。麥斯對前妻念念不忘，今次一心想去放鬆一下，不過傑克卻只是想去與別的女人胡混。
在Santa Ynez，他們遇上了在驛站餐廳（The Hitching Post）當女服務生的瑪雅（Maya ， 薇吉妮亞·麥德森 飾)和她的朋友，在酒莊工作的史黛芬妮（Stephanie ，吳珊卓飾)。四人一起約會晚餐，不過麥斯和傑克沒有告訴兩位女子傑克快要結婚。飯後傑克跟史黛芬妮回家上床，而麥斯則與瑪雅一起喝紅酒，麥斯更給瑪雅看自己寫的小說。
瑪雅後來從麥斯口中發現原來傑克快要結婚，告訴了史黛芬妮。她怒打傑克，打斷了他的鼻樑。兩女跟兩男分手。之後麥斯在一個試酒會中喝醉了，之後傑克又搭上了另一個女人Cammi，卻遺留自己的錢包在她的家中，卻要麥斯為他取回。為了要和他的未婚妻克莉絲汀解釋鼻樑的傷，傑克將麥斯的車撞上了一棵樹。
在婚禮上，麥斯重遇他的前妻薇朵，她已再婚及懷孕，令麥斯終於明白二人已經無可能復合。他獨自在一間路邊的咖啡店，以一個塑膠杯喝下了他了的珍藏，本想與他的前妻一起分享的一支1961年白馬酒莊(Château Cheval Blanc)紅酒。
最後，麥斯收到了瑪雅的訊息。她說她真的很喜歡他的作品，邀請他來探望她。最後一幕，麥斯回到Santa Ynez，敲上了瑪雅的家門。

## 演員名單
- 保罗·吉馬蒂 飾演 麥斯（Miles Raymond），中學英文教師，也是一位不成功的作家，喜歡品酒和寫作。是傑克大學時的室友。
- 托马斯·哈登·丘奇 飾演 傑克（Jack Cole），ㄧ個過氣的演員，風流倜儻，到處留情。是麥斯大學時的室友。
- 薇吉妮亞·麥德森 飾演 瑪雅（Maya Randall），驛站餐廳的女服務生。
- 吳珊卓 飾演 史黛芬妮（Stephanie）酒莊的工作人員。
- Marylouise Burke 飾演 Phyllis Raymond，麥斯的母親。
- Jessica Hecht 飾演 薇朵（Victoria），麥斯的前妻。
- Stephanie Faracy 飾演 史黛芬妮的母親。
- Missy Doty 飾演 Cammi
- M.C. Gainey 飾演 Cammi的丈夫。
- Alysia Reiner 飾演 克莉絲汀（Christine Erganian），傑克的未婚妻。
- Shake Tukhmanyan 飾演 Mrs. Erganian
- Shaun Duke 飾演 Mike Erganian

## 評價
美國著名影評家Roger Ebert寫道：「在那七天所發生的事，加起來成為了全年最好的人性喜劇。它是喜劇，因為它可笑；它也具人性，因為它意外地感人。」另外他又寫：「Virginia Madsen在片中對Miles的回答既簡單又真實，如果這個世界有公義的話，她將會獲得奧斯卡提名。」

## 獎項
- 第77屆奧斯卡金像獎：
  - 獲獎
  - 最佳改編劇本獎─阿歷山大·佩恩、吉姆 · 泰勒
  - 入圍
  - 最佳影片獎
  - 最佳男配角獎─托马斯·哈登·丘奇
  - 最佳女配角獎─薇吉妮亞·麥德森
  - 最佳改編劇本獎
- 第62屆金球獎：喜劇/音樂劇組最佳電影獎[2]、最佳剧本
- 评论家选择奖：最佳電影、整體演出和最佳劇本，最佳女配角維珍妮亞麥遜及最佳男配角湯馬士希頓卓治
- 第20屆獨立精神獎：最佳電影、最佳導演、最佳男主角、最佳男配角、最佳女配角及最佳劇本[3]

## 影響

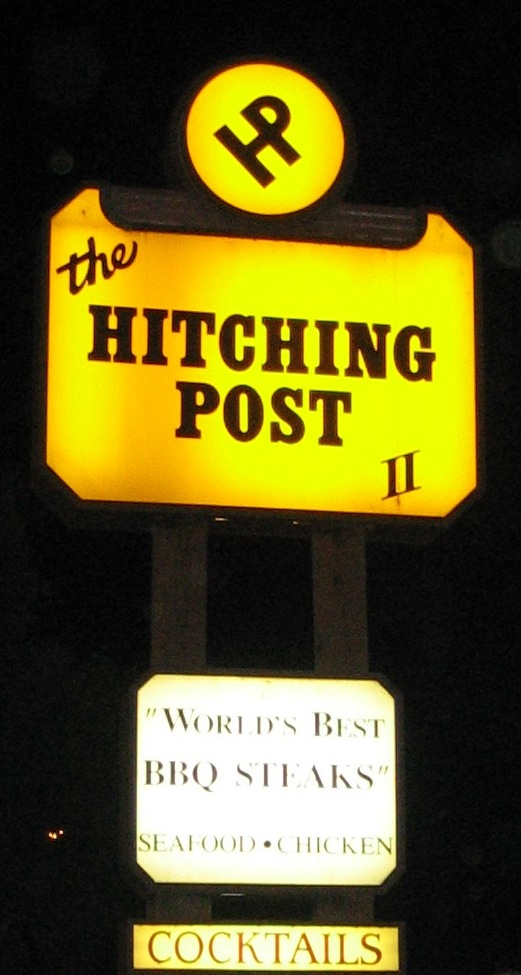
The Hitching Post餐廳在《酒佬日記》推出之後大受影迷歡迎。

這齣電影為美國加州Santa Ynez超過20個消費場所製造商機，當地旅遊局特別印刷10,000幅《酒佬日記》地圖，方便遊客抵達後容易找到拍攝地點。其中一個拍攝場地Hitching Post餐廳，成為很多影迷光顧的食肆。旅遊局發言人布魯克斯表示：「我們真是無法預測《酒佬日記》效應如此巨大，當初一般認為這不是一部主流電影，應當不會受到廣泛注意。但出乎意料之外，《酒佬日記》上映後成為一部受歡迎的電影，直接令到Santa Ynez旅遊業大受裨益。」
由於男主角Miles偏愛黑皮諾，因此《酒佬日記》帶紅了較冷門的黑皮諾紅酒，引起好些迴響。

## 日本重拍版本
《酒佬日記》獲日本重拍，日本版由菊地凛子、鈴木京香、小日向文世及生瀬勝久主演，全片在美國加州取景，2009年秋天在日本上畫。

## 外部連結
- 互联网电影数据库（IMDb）上《Sideways》的资料（英文）
- AllMovie上《Sideways》的资料（英文）
- Box Office Mojo上《Sideways》的資料（英文）
- 爛番茄上《Sideways》的資料（英文）
- Metacritic上《Sideways》的資料（英文）
- Sideways （页面存档备份，存于） review by Roger Ebert
- The Danish Soul of That Town in Sideways（页面存档备份，存于）